# Republică
Republica (din latină: res publica - „afacere publică”) este un stat în care puterea politică aparține publicului prin intermediul reprezentanților săi - în contrast cu o monarhie.
Reprezentarea într-o republică poate sau nu să fie aleasă liber de către cetățenii generali. În multe republici istorice, reprezentarea s-a bazat pe statutul personal, iar rolul alegerilor a fost limitat. Aceasta rămâne variabilă și astăzi; printre cele 159 de state care folosesc cuvântul „republică” în denumirile lor oficiale (începând cu 2007) și alte state formal constituite ca republici, se numără state care restricționează strict atât dreptul de reprezentare, cât și procesul de alegeri.
Termenul a dobândit sensul modern în raport cu constituția Republicii Romane antice, care a durat de la răsturnarea regilor în 509 î.Hr. până la instaurarea Imperiului în 27 î.Hr. Această constituție era caracterizată de un Senat compus din aristocrați bogați, având o influență semnificativă; mai multe adunări populare ale tuturor cetățenilor liberi, care aveau puterea de a alege magistrați din rândul populației și de a adopta legi; și o serie de magistraturi cu diverse tipuri de autoritate civilă și politică.
Cel mai frecvent, o republică este un stat suveran unic, dar există și entități statale subnaționale care sunt denumite republici sau care au guverne descrise ca fiind de natură republicană.

## Etimologie
Termenul își are originea în traducerea latină a cuvântului grecesc politeia. Cicero, alături de alți scriitori latini, a tradus politeia în latină ca res publica, iar acest termen a fost ulterior tradus de către savanții Renașterii ca republică (sau termeni similari în diferite limbi europene). Termenul poate fi tradus literal ca „chestiune publică”. A fost utilizat de scriitorii romani pentru a se referi la stat și guvern, chiar și în perioada Imperiului Roman. 
Platon în Republica și Aristotel în Politica au căutat forma de guvernământ ideală, în care cetățenii iau decizii în interesul comun al  orașului-stat. Ei au numit-o politeia și au contrastat-o cu alte forme de guvernământ (tiranie, monarhie, oligarhie, democrație, aristocrație, etc.). 
În prezent, termenul republică înseamnă, în mod obișnuit, un sistem de guvernare care își derivă puterea de la popor, mai degrabă decât de la alte baze, cum ar fi ereditatea sau dreptul divin.

## Constituția
O republică nu are neapărat o constituție, dar este adesea constituțională în sensul constituționalismului, adică este constituită dintr-un set de instituții care asigură separarea puterilor. Termenul de republică constituțională este utilizat pentru a sublinia accentul pus pe separarea puterilor într-o republică, așa cum monarhia constituțională sau monarhia absolută evidențiază caracterul autocratic absolut al unei monarhii.

## Șeful statului
Fără monarh, majoritatea republicilor moderne folosesc titlul de președinte pentru șeful statului. Inițial, termenul se referea la președintele unui comitet sau al unui organism de guvernare în Marea Britanie, utilizarea sa fiind extinsă și la liderii politici, inclusiv la liderii unora dintre cele Treisprezece Colonii (inițial Virginia în 1608), cunoscuți în întregime drept „Președintele Consiliului”. Prima republică care a adoptat acest titlu a fost Statele Unite ale Americii. Menținându-și utilizarea ca lider al unui comitet, Președintele Congresului Continental era liderul congresului original. Când a fost scrisă noua constituție, titlul de Președinte al Statelor Unite a fost atribuit liderului noii ramuri executive.
Dacă șeful statului într-o republică este și șeful guvernului, acest sistem se numește sistem prezidențial. Există mai multe forme de guvernare prezidențială. Un sistem complet prezidențial are un președinte cu autoritate substanțială și un rol politic central.
În alte state, legislativul este dominant, iar rolul prezidențial este aproape pur ceremonial și apolitic, așa cum este cazul în Germania, Italia, India și Trinidad și Tobago. Aceste state sunt republici parlamentare și funcționează similar cu monarhiile constituționale, în care puterea monarhului este, de asemenea, puternic limitată. În sistemele parlamentare, șeful guvernului, cel mai adesea numit prim-ministru, exercită cea mai mare parte a puterii politice reale. Sistemele semiprezidențiale au un președinte ca șef de stat activ, cu puteri importante, dar și un prim-ministru ca șef al guvernului cu atribuții esențiale.
Regulile pentru numirea președintelui și a liderului guvernului, în unele republici, permit numirea unui președinte și a unui prim-ministru cu convingeri politice opuse: în Franța, când membrii cabinetului de guvernământ și președintele provin din facțiuni politice opuse, această situație se numește coabitare.
În unele țări, precum Bosnia și Herțegovina, San Marino și Elveția, șeful statului nu este o singură persoană, ci un comitet (consiliu) format din mai mulți membri care dețin această funcție. Republica Romană avea doi consuli, aleși pentru un mandat de un an de către comitia centuriata, formată din toți bărbații adulți, născuți liberi, care puteau dovedi cetățenia.

### Alegeri
În democrații, președinții sunt aleși fie direct de către popor, fie indirect de un parlament sau consiliu. De obicei, în sistemele prezidențiale și semiprezidențiale, președintele este ales direct de popor sau indirect, așa cum se întâmplă în Statele Unite. În această țară, președintele este oficial ales de un colegiu electoral, desemnat de state. Toate statele americane aleg electorii prin vot popular din 1832. 

### Ambiguități
Distincția dintre o republică și o monarhie nu este întotdeauna clară. Monarhiile constituționale din fostul Imperiu Britanic și Europa Occidentală de astăzi au aproape toată puterea politică reală investită în reprezentanții aleși, monarhii având doar puteri teoretice, fără puteri reale sau rareori folosite. Legitimitatea reală pentru deciziile politice vine de la reprezentanții aleși și este derivată din voința poporului. Deși monarhiile ereditare rămân în vigoare, puterea politică este derivată de la popor, la fel ca într-o republică. Aceste state sunt uneori numite republici încoronate.
Există și republici auto-proclamate care acționează similar monarhiilor absolute, cu puterea absolută investită în lider și transmisă din tată în fiu. Coreea de Nord și Siria sunt două exemple notabile, unde un fiu a moștenit controlul politic. Niciunul dintre aceste state nu este oficial o monarhie. Nu există o cerință constituțională ca puterea să fie transmisă în cadrul unei familii, dar acest lucru s-a întâmplat în practică.

## Tipuri de republici

### Republica antică
Multe din orașele-stat din Grecia antică, în frunte cu Atena, au avut o forma de guvernământ (democrația antică) care astăzi ar fi numită republică.
Un alt exemplu este Republica Romană, înainte de instaurarea Imperiului Roman.

### Republica medievală
În Evului Mediu, au existat numeroase republici în orașe-stat din peninsula italiană, cum ar fi Florența sau  Veneția, și în teritoriile Sfântului Imperiu Roman, în orașe libere imperiale.
În aceste republici dreptul la vot era condiționat de un anumit venit, care ilustrează diferența dintre republică și democrație. Democrația este limitată dacă dreptul de a alege și de a fi ales este condiționat de un venit minim, și devine din ce în ce mai inclusivă și completă cu reducerea condițiilor necesare și includerea mai multor locuitori (de exemplu, femeile). Astfel, o republică nu este în mod necesar o democrație.

### Republica modernă
Republici moderne temporare au fost cea olandeză și  engleză. Revoluțiile  americane și franceze au instaurat republici și au inspirat schimbări profunde. 
Republica modernă este acum văzută în principal în contrast cu monarhia, monarhia ereditară devenind, practic, un antonim pentru republică.
Republicile moderne sunt de mai multe feluri: 
- parlamentară, cu puterea executivă concentrată în prim-ministru
- semiprezidențială, cu puterea executivă împărțiță între prim-ministru și președinte
- prezidențială, cu puterea executivă concentrată în președinte

### Republica în România
Republica a fost instaurată prin lovitura de stat de la 30 decembrie 1947, orchestrată de comuniștii români și de ocupanții militari din Rusia sovietică. Republica Populară Română, reprezentată de  Constituțiile din 1948 și  1952, a fost redenumită Republica Socialistă Română în Constituția din 1965. Deși oficial „republici democratice”, puterea era concentrată de la început într-o singură clasă socială („clasa muncitoare”) și, mai târziu, într-o singură mână, într-o guvernare similară monarhiei absolutiste.
Republica democratică a fost instaurată după  Revoluția din 1989 și este reprezentată de  Constituțiile din 1991 și  2003.